# Scaphinotus webbi
Scaphinotus webbi är en skalbaggsart som beskrevs av Bell. Scaphinotus webbi ingår i släktet Scaphinotus och familjen jordlöpare. Inga underarter finns listade i Catalogue of Life.